# Salmijärvi (sjö i Kuusamo, Norra Österbotten, Finland)
Salmijärvi och Pieni Salmijärvi, eller Salmijärvet är sjöar i Finland. De ligger i kommunen Kuusamo i landskapet Norra Österbotten, i den nordöstra delen av landet, 700 km norr om huvudstaden Helsingfors. Salmijärvet ligger 316 meter över havet. Arean är 30,3 hektar och strandlinjen är 3,69 kilometer lång. Sjön  ingår i Kems huvudavrinningsområde. 